# Abim
Abim  este un oraș  în  Uganda. Este reședinta  districtului Abim.